# Witalij Potapenko
Witalij Nikolajewitsch Potapenko (ukrainisch Віталій Миколайович Потапенко; englische Transkription Vitaly Potapenko; *  21. März 1975 in Kiew, Ukrainische SSR) ist ein ehemaliger ukrainischer Basketballspieler.

## Karriere
Potapenko spielte zunächst für den ukrainischen BK Budiwelnyk Kiew, ehe er 1994 in die USA ging und an der Wright State University spielte und studierte. Nach zwei Jahren am College wurde er im NBA-Draft 1996 an 12. Stelle von den Cleveland Cavaliers ausgewählt und spielte für diese bis 1999. Seine weiteren NBA-Stationen waren die Boston Celtics, wo er seine beste Zeit hatte, die Seattle SuperSonics und die Sacramento Kings, ehe er 2007 nach Spanien ging und für CB Estudiantes spielte.
Nach seiner Karriere arbeitete Potapenko für verschiedene NBA-Mannschaften als Assistenztrainer, darunter auch die Indiana Pacers. Im Juni 2013 ist er für die Spielerentwicklung bei den Cavaliers zuständig.